# Maungdaw District
Maungdaw District är ett distrikt i Myanmar.   Det ligger i regionen Rakhinestaten, i den västra delen av landet, 400 km väster om huvudstaden Naypyidaw.